# Конференция католических епископов Индии
Конференция католических епископов Индии (англ. Catholic Bishops' Conference of India, CBCI) — коллегиальный орган национального церковно-административного управления Католической церкви в Индии. Высшим органом Конференции католических епископов Индии является общее собрание индийских епископов и архиепископов. Решения конференции утверждаются Римским папой. В состав Конференции католических епископов Индии входят епископы Католической церкви Индии.

## История
Впервые Конференция католических епископов Индии была созвана в сентябре 1944 года. Регулярные собрания Конференции католических епископов начались с 1958 года. 21 апреля 1976 года Конференция католических епископов Индии была утверждена Святым Престолом.
В настоящее время в Конференцию католических епископов входят 212 иерархов Католической церкви в Индии. Штаб-квартира Конференции католических епископов Индии находится в Дели.

## Председатели
- кардинал Валериан Грасиас (1958—1972) — архиепископ Бомбея;
- кардинал Иосиф Парекаттил (1972—1976) — архиепископ Эрнакулам-Ангамали;
- кардинал Лоуренс Тревор Пикачи (1976—1982) — архиепископ Калькутты;
- кардинал Симон Игнатий Пимента (1982—1988) — архиепископ Бомбея;
- Benedict Varghese Gregorios Thangalathil (1988—1989);
- Alphonsus Mathias (1989—1994);
- Joseph Powathil (1994—1998);
- Alan Basil de Lastic (1998—2000);
- Cyril Baselios Malancharuvil (2000—2004);
- кардинал Телесфор Пласидиус Топпо (2004—2008) — архиепископ Ранчи;
- кардинал Варкай Витхаятхил (2008—2010) — верховный архиепископ Эрнакулам-Ангамали;
- кардинал Освальд Грасиас (4.03.2010 — по настоящее время) — архиепископ Бомбея.

## Источник
- Annuario Pontificio, Libreria Editrice Vaticana, Città del Vaticano, 2003, стр. 1009, ISBN 88-209-7422-3